# Comuna Trudove, Voznesensk
Trudove (în ucraineană Трудове) este o comună în raionul Voznesensk, regiunea Mîkolaiiv, Ucraina, formată din satele Șcerbanivske și Trudove (reședința).

## Demografie
Componența lingvistică a comunei Trudove
     Ucraineană (92,27%)
     Rusă (6,06%)
     Română (1,52%)
Conform recensământului din 2001, majoritatea populației comunei Trudove era vorbitoare de ucraineană (92,27%), existând în minoritate și vorbitori de rusă (6,06%) și română (1,52%).